# Длинноиглый ёж
Длиннои́глый ёж, или лы́сый ёж, или темнои́глый ёж (лат. Paraechinus hypomelas) — млекопитающее из семейства ежовых.

## Внешний вид
Длинноиглый ёж — это крупный ёж массой 500—900 граммов и длиной 226—272 мм с толстыми и длинными (40—42 мм) иглами. Нижняя часть тела покрыта мягкими и длинными волосами. Уши длинноиглого ежа мягкие, длиннее половины головы. Внутренняя сторона ушей имеет серую окраску. Мордочка чёрно-коричневая с небольшим количеством белых волосков, расположенных на лбу. Существуют две цветовые разновидности этого ежа: тёмная и светлая. У тёмных особей основание иголок сливочно-белое, но сами иглы чёрные, вследствие чего спина и брюхо имеют чёрный или чёрно-бурый цвет; примесь черных волос вызывает также потемнение окраски на боках, конечностях и голове; местами черные волосы могут полностью вытеснять белые, создавая пятна. У светлых особей иглы значительно светлее, почти белые, волосяной покров также белый, и только на голове присутствуют тёмные и (или) сероватые пятна. От ушастого ежа отличается более крупными размерами и длинными иглами (тёмная форма к тому же ещё и их цветом), широким «пробором» на голове и участком голой кожи («плешинкой») на темени (отсюда его второе русскоязычное название лысый ёж).

## Распространение
Длинноиглый ёж обитает на Аравийском полуострове (не повсеместно), побережье и островах Персидского залива, в Иране, Пакистане, Афганистане, Туркмении, западной части Хатлонской области Таджикистана, Узбекистане (на север до Самаркандской области) и Мангистауской области Казахстана.
Длинноиглый ёж охраняется в заповедниках Туркмении, Экоцентре «Джейран» в Узбекистане (занесён в Красную книгу Узбекистана), Устюртском заповеднике Казахстана (до 1995 года был занесён в Красную книгу Казахстана (1-е изд., 1978; 2-е изд., 1991)) и в Национальном парке Хазарганджи-Чилтан Пакистана.

## Образ жизни
Длинноиглый ёж — обитатель глинистых, песчаных, каменистых пустынь и оазисов. Встречается как на равнине, так и в предгорьях до 1500 метров над уровнем моря, где предпочитает каменистые участки верхней части чинков.
Ежи ведут скрытный одиночный образ жизни. На равнинной местности ёж роет норы длиной до одного метра, имеющие несколько выходов. Иногда занимает норы больших песчанок и других грызунов. В дневное время ежи спят в норах недалеко от входа. На каменистых участках предгорий могут использовать в качестве дневного убежища пустоты и щели между камнями. У одной особи может быть 5—7 нор или небольших укрытий в обрывах, дувалах, в грудах камней. С наступлением сумерек ежи выходят на охоту. Активность ежа зависит от погодных условий. В дождливую погоду ежи активны только в первую половину ночи, но могут выходить и днём. В сухой сезон они деятельны от заката до рассвета. Охотясь, ёж может удалиться на 600—800 метров от мест ближайших укрытий. Также наблюдаются значительные перемещения ежей и к водным источникам.
В северной части ареала на зиму длинноиглый ёж впадает в спячку. Осенью ежи нагуливают жир, однако масса жира не превышает 14 % от массы тела. При снижении окружающей температуры до 14-16 °C животное перестаёт выходить из укрытия, а при температуре 10 °C начинает готовиться к спячке. Перед засыпанием ёж закрывает вход в нору изнутри.

### Питание
Питается ёж преимущественно насекомыми. Основную часть его рациона составляют крупные жуки (особенно чернотелки), саранчовые, цикады, жужелицы, щелкуны, долгоносики. В сутки один ёж съедает до 110 особей различных беспозвоночных. Также может питаться мелкими пресмыкающимися (в том числе змеями) и грызунами. Не брезгует и падалью.

### Размножение
Сезон размножения: март-июнь. Пары образуются вне зависимости от окраски. После 36 дней беременности самка рождает от одного до шести (чаще три-четыре) голых и слепых детёнышей. К этому моменту она устраивает специальное детское гнездо. У одной и той же самки могут родиться ежата тёмной и светлой цветовых форм. Масса всего выводка 50—70 г. Тело новорождённых уплощенное, длиной 3,5—4 см, дымчатого или розового цвета, глаза и ушные отверстия закрыты, брюхо голое, а на спине имеются мелкие бугорки в виде правильно расположенных рядков. Из бугорков на 1,5 мм выступают мягкие белые кончики будущих игл. До 2—3 недельного возраста детёныши питаются материнским молоком и совершенно беспомощны. Растут ежата очень быстро (по наблюдениям в неволе, за 18 суток их масса увеличивается в 11,3 раза). Подросши, начинают выходить из убежища и в дополнение к материнскому молоку пробуют есть твёрдую пищу. В 1—1,5 месяца молодые ежи покидают материнскую нору и начинают вести самостоятельную жизнь.

### Естественные враги
Будучи потревоженным, ёж издаёт резкий визг. Длинноиглый ёж, в отличие от ежей других видов, к пассивной защите (сворачиванию в плотный шар) прибегает только в крайних случаях. Почуяв опасность, ёж обычно предпочитает убежать (длинноиглый ёж может бегать значительно быстрее ежей других видов), а при нападении на него наземных хищников старается подпрыгнуть и уколоть врага в морду.
Длинноиглый ёж, обладая повышенной устойчивостью к разнообразным ядам (его иммунитет в 30—40 раз выше, чем у грызунов аналогичного размера), способен, в частности, выдерживать множественные ужаливания пчёлами, осами и шершнями без какого-либо вреда для здоровья.
Основные естественные враги ежа: лисица, барсук, шакал, корсак, светлый хорёк, филин, могильник, обыкновенный канюк, степной орёл и ворона. Вблизи человеческих жилищ на ежей могут нападать бродячие собаки.
Страдают ежи и от паразитов — иксодовых клещей и блох.